# Feralpisalò 2021-2022
Questa voce raccoglie le informazioni riguardanti la Feralpisalò nelle competizioni ufficiali della stagione 2021-2022.

## Stagione
La Feralpisalò nella stagione 2021-2022 disputa l'undicesima stagione consecutiva in terza serie affidandosi al nuovo allenatore Stefano Vecchi. In Coppa Italia Serie C, la squadra viene sconfitta al primo turno dalla Pro Patria per 1-0, ma passa il turno a tavolino a causa dell'impiego da parte dei bustocchi di un calciatore con una squalifica da scontare; il cammino si conclude però già al secondo turno, dove viene sconfitta ed eliminata dalla Juventus U23.
In campionato nel girone A della Serie C la squadra termina il girone d'andata al 4º posto con 36 punti, inanellando in particolare 14 risultati utili consecutivi tra la 5ª e la 18ª giornata. Nel girone di ritorno ne raccoglie 33, e chiude il torneo al terzo posto, raggiunto con una giornata d'anticipo sulla fine della stagione regolare, la Feralpisalò conclude quello che è stato il miglior campionato della propria storia, qualificandosi alla fase nazionale dei Play-off e conseguendo anche il proprio record di punti conquistati in un campionato di terza serie (69).
Nel primo turno dei Play-off i gardesani eliminano il Pescara pareggiando (3-3) la gara d'andata all'Adriatico e vincendo la gara casalinga di ritorno (2-1). Nel secondo turno la Feralpisalò elimina la Reggiana, vincendo entrambe le gare (1-0) e (1-2) e qualificandosi per le semifinali. Nella semifinale incrocia il Palermo, nella gara d'andata, giocata al Turina, la squadra viene sconfitta (0-3) dai rosanero, nella semifinale di ritorno viene ancora sconfitta per (1-0), concludendo il proprio cammino stagionale.

## Divise e sponsor
Come dal 2019, le divise da gioco sono autoprodotte dalla società, che per la prima volta si avvale della collaborazione della startup bresciana WeArlequin, incaricata di progettare lo stile delle maglie e di sovrintendere alla loro fabbricazione, eseguita interamente in un raggio di massimo 60 km da Salò. Pertanto il design delle divise, rispetto ai 2 anni precedenti, cambia.
La divisa interna è perlopiù blu, con inserti verdi su manica destra (ove compare il disegno dei due leoni bianchi, mutuato dallo stemma sociale), lato destro dei calzoncini e calzettone destro; sul fianco sinistro è invece disegnata la silhouette del lago di Garda, colorato internamente con varie sfumature di azzurro e giallo.
La divisa esterna si imposta su base grigio-perlacea, con verso destra tre bande blu in sfumature diverse (così come sullo scollo a V) e inserti in giallo fluorescente su manica destra (con i leoni resi in nero) e lato destro dei calzoncini e dei calzettoni.
La terza divisa è verde scuro tendente al blu, con inserti più cupi su manica destra e lato destro dei calzoncini e dei calzettoni; il disegno dei leoni è giallo fluorescente e le finiture sono in oro.
Gli sponsor ufficiali principali sono: Feralpi Group, Automazioni industriali Capitanio, Forsteel, Unicom, Marzocchi, Fonte Tavina, con l'aggiunta di ulteriori marchi minori.
| Casa | Trasferta | Terza divisa |

## Organigramma societario
Area direttiva
- Presidente: Giuseppe Pasini
- Vicepresidente: Dino Capitanio
- Amministratore delegato: Marco Leali
- Consiglieri: Domenico Bruno, Raimondo Cuccuru, Corrado Defendi, Luigi Salvini, Paolo Zanni
- Direttore generale: Luigi Micheli
- Responsabile affari generali: Andrea Mastropasqua
- Direttore sportivo: Oscar Magoni
- Segretario generale: Antonino Avarello

Area tecnica
- Responsabile area tecnica: Andrea Ferretti
- Allenatore: Stefano Vecchi
- Allenatore in seconda: Giovanni Barbugian
- Allenatore dei portieri: Federico Orlandi
- Match Analyst: Daniele Cominotti

Area sanitaria
- Responsabile sanitario: Ermes Rosa
- Preparatore atletico: Marco Bresciani
- Preparatore recupero infortunati: Marco Barbieri
- Fisioterapisti: Fausto Balduzzi, Stefano Bosio

## Rosa
| N. |                   | Ruolo | Calciatore             |
| -- | ----------------- | ----- | ---------------------- |
| 1  | Italia (bandiera) | P     | Luca Liverani          |
| 2  | Italia (bandiera) | D     | Federico Bergonzi      |
| 3  | Italia (bandiera) | D     | Giorgio Brogni         |
| 3  | Italia (bandiera) | D     | Alessio Girgi          |
| 4  | Italia (bandiera) | D     | Daniele Marchesan      |
| 5  | Italia (bandiera) | C     | Eros Pisano            |
| 6  | Italia (bandiera) | D     | Loris Bacchetti        |
| 7  | Italia (bandiera) | A     | Davide Di Molfetta     |
| 8  | Italia (bandiera) | C     | Luca Guidetti          |
| 9  | Italia (bandiera) | A     | Luca Miracoli          |
| 10 | Italia (bandiera) | C     | Mattia Corradi         |
| 11 | Italia (bandiera) | A     | Alberto Spagnoli       |
| 12 | Italia (bandiera) | P     | Andrea Porro           |
| 13 | Italia (bandiera) | D     | Elia Legati (capitano) |
| 15 | Italia (bandiera) | D     | Emanuele Suagher       |
| 16 | Italia (bandiera) | D     | Tommaso Farabegoli     |
| 17 | Italia (bandiera) | A     | Simone Guerra          |

| N. |                    | Ruolo | Calciatore            |
| -- | ------------------ | ----- | --------------------- |
| 18 | Italia (bandiera)  | C     | Pier Giorgio Cristini |
| 19 | Italia (bandiera)  | D     | Niccolò Corrado       |
| 20 | Italia (bandiera)  | A     | Davide Luppi          |
| 21 | Italia (bandiera)  | C     | Federico Carraro      |
| 22 | Italia (bandiera)  | P     | Ludovico Gelmi        |
| 23 | Italia (bandiera)  | D     | Mattia Musatti        |
| 25 | Italia (bandiera)  | D     | Samuele Zanini        |
| 26 | Italia (bandiera)  | A     | Luca Siligardi        |
| 27 | Romania (bandiera) | C     | Denis Hergheligiu     |
| 28 | Italia (bandiera)  | C     | Davide Balestrero     |
| 29 | Italia (bandiera)  | C     | Loris Damonte         |
| 30 | Italia (bandiera)  | A     | Mattia Tirelli        |
| 30 | Italia (bandiera)  | C     | Manuele Castorani     |
| 31 | Italia (bandiera)  | D     | Emmanuele Salines     |
| 32 | Italia (bandiera)  | C     | Matteo Gualandris     |
| 33 | Italia (bandiera)  | P     | Victor De Lucia       |

## Calciomercato

### Sessione estiva(dall'1/7 al 31/8)
| Acquisti | Acquisti           | Acquisti      | Acquisti      |
| R.       | Nome               | da            | Modalità      |
| -------- | ------------------ | ------------- | ------------- |
| P        | Ludovico Gelmi     | Atalanta      | prestito      |
| P        | Andrea Porro       | Castellanzese | definitivo    |
| D        | Emanuele Suagher   | Ternana       | definitivo    |
| D        | Niccolò Corrado    | Inter         | prestito      |
| D        | Daniele Marchesan  | Cartigliano   | definitivo    |
| D        | Emmanuele Salines  | svincolato    | definitivo    |
| D        | Eros Pisano        | Pisa          | definitivo    |
| C        | Mattia Corradi     | Modena        | definitivo    |
| C        | Davide Balestrero  | Matelica      | definitivo    |
| C        | Loris Damonte      | Renate        | definitivo    |
| A        | Alberto Spagnoli   | Modena        | definitivo    |
| A        | Davide Di Molfetta | Mantova       | definitivo    |
| A        | Davide Luppi       | Modena        | definitivo    |
| A        | Caio De Cenco      | Carpi         | fine prestito |

| Cessioni | Cessioni           | Cessioni          | Cessioni                |
| R.       | Nome               | a                 | Modalità                |
| -------- | ------------------ | ----------------- | ----------------------- |
| P        | Victor De Lucia    | Frosinone         | definitivo              |
| D        | Nicholas Rizzo     | Genoa             | fine prestito           |
| D        | Luca Iotti         | Matelica          | definitivo              |
| D        | Niccolò Pinardi    | Desenzano Calvina | definitivo              |
| D        | Nicolas Giani      | -                 | svincolato              |
| D        | Tommaso Farabegoli | Sampdoria         | fine prestito           |
| C        | Lorenzo Gavioli    | Inter             | fine prestito           |
| C        | Tommaso Morosini   | Monza             | fine prestito           |
| C        | Fabio Scarsella    | Modena            | definitivo              |
| A        | Tommaso Ceccarelli | -                 | svincolato              |
| A        | Ludovico D'Orazio  | Roma              | fine prestito           |
| A        | Andrea Petrucci    | -                 | risoluzione consensuale |
| A        | Caio De Cenco      | -                 | risoluzione consensuale |
| A        | Giacomo Tulli      | Fidelis Andria    | definitivo              |

### Trasferimenti tra le sessioni
| Cessioni | Cessioni       | Cessioni      | Cessioni   |
| R.       | Nome           | a             | Modalità   |
| -------- | -------------- | ------------- | ---------- |
| A        | Mattia Tirelli | Real Calepina | definitivo |

### Sessione invernale (dal 3/1 al 31/1)
| Acquisti | Acquisti           | Acquisti  | Acquisti   |
| R.       | Nome               | da        | Modalità   |
| -------- | ------------------ | --------- | ---------- |
| P        | Victor De Lucia    | Frosinone | prestito   |
| D        | Alessio Girgi      | Atalanta  | prestito   |
| D        | Tommaso Farabegoli | Sampdoria | prestito   |
| C        | Manuele Castorani  | Ascoli    | prestito   |
| A        | Luca Siligardi     | Parma     | definitivo |

| Cessioni | Cessioni         | Cessioni | Cessioni      |
| R.       | Nome             | a        | Modalità      |
| -------- | ---------------- | -------- | ------------- |
| P        | Ludovico Gelmi   | Atalanta | fine prestito |
| D        | Giorgio Brogni   | Atalanta | fine prestito |
| D        | Emanuele Suagher | Vibonese | prestito      |

## Risultati

### Serie C

#### Girone di andata
| Arbitro: | E. Longo (Cuneo) |

|                     |           |                      |
| Miracoli 53’ (rig.) | Marcatori | 55’ Mamona 83’ Nelli |

| Arbitro: | Mastrodomenico (Matera) |

|                     |           |                                                |
| Cernigoi 49’ (rig.) | Marcatori | 33’ (rig.), 45+4’ (rig.) Miracoli 40’ Guidetti |

| Arbitro: | Centi (Viterbo) |

|              |           |             |
| Miracoli 19’ | Marcatori | 2’ De Cenco |

| Arbitro: | Fontana (Siena) |

|              |           |  |
| Iocolano 54’ | Marcatori |  |

| Arbitro: | Ferrieri Caputi (Livorno) |

|                                  |           |                     |
| Guerra 56’ Luppi 64’, 81’ (rig.) | Marcatori | 10’ Sekulov 90’ Aké |

| Arbitro: | Pezzopane (L'Aquila) |

|  |           |           |
|  | Marcatori | 50’ Luppi |

| Arbitro: | Zamagni (Cesena) |

|                 |           |               |
| Di Molfetta 86’ | Marcatori | 90+5’ Capogna |

| Arbitro: | Baratta (Rossano) |

|  |           |                        |
|  | Marcatori | 18’ Spagnoli 55’ Luppi |

| Arbitro: | Perri (Roma) |

|                                                          |           |          |
| Pisano 5’ Luppi 27’ Corradi 41’ Bacchetti 66’ Guerra 71’ | Marcatori | 7’ Burić |

| Arbitro: | Burlando (Genova) |

|               |           |                     |
| Belcastro 20’ | Marcatori | 4’ Guerra 83’ Luppi |

| Arbitro: | F. Longo (Paola) |

|             |           |  |
| Miracoli 2’ | Marcatori |  |

| Arbitro: | Virgilio (Trapani) |

|                |           |                |
| G. De Luca 78’ | Marcatori | 90+5’ Spagnoli |

| Arbitro: | Bitonti (Bologna) |

|                   |           |  |
| L. Guidetti 90+5’ | Marcatori |  |

| Arbitro: | Turrini (Firenze) |

|              |           |               |
| Miracoli 80’ | Marcatori | 42’ Pellacani |

| Arbitro: | Rutella (Enna) |

|          |           |                |
| Broh 14’ | Marcatori | 85’ Balestrero |

| Arbitro: | Arena (Torre del Greco) |

|                                                               |           |  |
| Legati 16’ Balestrero 27’, 35’ Miracoli 43’ Guerra 89’, 90+3’ | Marcatori |  |

| Arbitro: | Pirrotta (Barcellona Pozzo di Gotto) |

|  |           |                            |
|  | Marcatori | 33’ Salines 74’ Balestrero |

| Arbitro: | Gemelli (Messina) |

|              |           |                     |
| Miracoli 30’ | Marcatori | 88’ (rig.) Dubickas |

| Arbitro: | Grasso (Ariano Irpino) |

|                |           |  |
| Maistrello 49’ | Marcatori |  |

#### Girone di ritorno
| Arbitro: | Costanza (Agrigento) |

|  |           |                              |
|  | Marcatori | 21’ Hergheligiu 49’ Spagnoli |

| Arbitro: | Lovison (Padova) |

|                                       |           |                  |
| Luppi 24’ Balestrero 69’ Guerra 90+1’ | Marcatori | 38’ (rig.) Cocco |

| Arbitro: | Calzavara (Varese) |

|                     |           |             |
| Monachello 25’, 54’ | Marcatori | 51’ Corradi |

| Arbitro: | Madonia (Palermo) |

|              |           |  |
| Guerra 90+3’ | Marcatori |  |

| Arbitro: | Giaccaglia (Jesi) |

|         |           |  |
| Aké 33’ | Marcatori |  |

| Arbitro: | Di Reda (Molfetta) |

|                |           |               |
| Balestrero 43’ | Marcatori | 26’ Galeandro |

| Arbitro: | Sfira (Pordenone) |

|  |           |                |
|  | Marcatori | 87’ Balestrero |

| Arbitro: | Virgilio (Trapani) |

|  |           |                               |
|  | Marcatori | 67’ Comi 75’, 77’ Della Morte |

| Arbitro: | Vergaro (Bari) |

|  |           |                                           |
|  | Marcatori | 65’ Balestrero 67’ Di Molfetta 90’ Guerra |

| Arbitro: | Cherchi (Carbonia) |

|            |           |  |
| Guerra 57’ | Marcatori |  |

| Arbitro: | N. Marini (Trieste) |

|               |           |  |
| Pelagatti 28’ | Marcatori |  |

| Arbitro: | Giordano (Novara) |

|                           |           |  |
| Guerra 42’, 56’ Luppi 72’ | Marcatori |  |

| Arbitro: | Mastrodomenico (Matera) |

|                          |           |                     |
| Perico 28’ D'Ausilio 31’ | Marcatori | 67’ (rig.) Miracoli |

| Arbitro: | Ferrieri Caputi (Livorno) |

|            |           |  |
| Zigoni 64’ | Marcatori |  |

| Arbitro: | Kumara (Verona) |

|                       |           |  |
| Miracoli 90+1’ (rig.) | Marcatori |  |

| Arbitro: | Taricone (Perugia) |

|                  |           |                     |
| Varas 61’ (rig.) | Marcatori | 52’ (rig.) Miracoli |

| Arbitro: | Scatena (Avezzano) |

|                        |           |         |
| Spagnoli 5’ Guerra 19’ | Marcatori | 68’ Piu |

| Arbitro: | Arena (Torre del Greco) |

|  |           |                            |
|  | Marcatori | 31’ Miracoli 90+1’ Corrado |

| Salò 24 aprile 2022, ore 14:30 CEST 38ª giornata | Feralpisalò    | 0 – 0 referto | Renate | Stadio Lino Turina (350 spett.)\| Arbitro: \| Villa (Rimini) \| |
| Arbitro:                                         | Villa (Rimini) |               |        |                                                                 |

### Play off
| Arbitro: | Carella (Bari) |

|                                    |           |                                         |
| Memushaj 6’ Cernigoi 63’ Rauti 73’ | Marcatori | 21’ Spagnoli 50’ Di Molfetta 60’ Legati |

| Arbitro: | Acanfora (Castellammare di Stabia) |

|                          |           |              |
| Guerra 51’ Siligardi 58’ | Marcatori | 81’ Clemenza |

| Arbitro: | Fiero (Pistoia) |

|           |           |  |
| Guerra 3’ | Marcatori |  |

| Arbitro: | F. Longo (Paola) |

|               |           |                          |
| Cremonesi 48’ | Marcatori | 33’ (rig.), 36’ Miracoli |

| Arbitro: | Ferrieri Caputi (Livorno) |

|  |           |                                       |
|  | Marcatori | 43’ Brunori 45+2’ Floriano 86’ Soleri |

| Arbitro: | Feliciani (Teramo) |

|               |           |  |
| Brunori 45+2’ | Marcatori |  |

### Coppa Italia Serie C
| Arbitro: | Catanoso (Reggio Calabria) |

|  |           |              |
|  | Marcatori | 10’ Stanzani |

| Arbitro: | Virgilio (Trapani) |

|                                |           |                          |
| Soulé 45+3’, 59’ Compagnon 66’ | Marcatori | 45+1’ Spagnoli 88’ Luppi |

## Statistiche

### Statistiche di squadra
| Competizione         | Punti | In casa | In casa | In casa | In casa | In casa | In casa | In trasferta | In trasferta | In trasferta | In trasferta | In trasferta | In trasferta | Totale | Totale | Totale | Totale | Totale | Totale | DR  |
| Competizione         | Punti | G       | V       | N       | P       | Gf      | Gs      | G            | V            | N            | P            | Gf           | Gs           | G      | V      | N      | P      | Gf     | Gs     | DR  |
| -------------------- | ----- | ------- | ------- | ------- | ------- | ------- | ------- | ------------ | ------------ | ------------ | ------------ | ------------ | ------------ | ------ | ------ | ------ | ------ | ------ | ------ | --- |
| Serie C              | 69    | 19      | 11      | 6       | 2       | 33      | 15      | 19           | 9            | 3            | 7            | 23           | 14           | 38     | 20     | 9      | 9      | 56     | 29     | +27 |
| Play off             | -     | 3       | 2       | 0       | 1       | 3       | 4       | 3            | 1            | 1            | 1            | 5            | 5            | 6      | 3      | 1      | 2      | 8      | 9      | -1  |
| Coppa Italia Serie C | -     | 1       | 1       | 0       | 0       | 3       | 0       | 1            | 0            | 0            | 1            | 2            | 3            | 2      | 1      | 0      | 1      | 5      | 4      | +1  |
| Totale               | -     | 23      | 14      | 6       | 3       | 39      | 19      | 23           | 10           | 4            | 9            | 30           | 22           | 46     | 24     | 10     | 12     | 69     | 42     | +27 |

### Andamento in campionato
| Giornata  | 1  | 2 | 3 | 4  | 5 | 6 | 7 | 8 | 9 | 10 | 11 | 12 | 13 | 14 | 15 | 16 | 17 | 18 | 19 | 20 | 21 | 22 | 23 | 24 | 25 | 26 | 27 | 28 | 29 | 30 | 31 | 32 | 33 | 34 | 35 | 36 | 37 | 38 |
| --------- | -- | - | - | -- | - | - | - | - | - | -- | -- | -- | -- | -- | -- | -- | -- | -- | -- | -- | -- | -- | -- | -- | -- | -- | -- | -- | -- | -- | -- | -- | -- | -- | -- | -- | -- | -- |
| Luogo     | C  | T | C | T  | C | T | C | T | C | T  | C  | T  | C  | C  | T  | C  | T  | C  | T  | T  | C  | T  | C  | T  | C  | T  | C  | T  | C  | T  | C  | T  | T  | C  | T  | C  | T  | C  |
| Risultato | P  | V | N | P  | V | V | N | V | V | V  | V  | N  | V  | N  | N  | V  | V  | N  | P  | V  | V  | P  | V  | P  | N  | V  | P  | V  | V  | P  | V  | P  | P  | V  | N  | V  | V  | N  |
| Posizione | 14 | 9 | 6 | 12 | 8 | 6 | 6 | 6 | 3 | 3  | 2  | 4  | 2  | 3  | 4  | 4  | 4  | 3  | 4  | 3  | 4  | 3  | 3  | 4  | 3  | 3  | 3  | 3  | 3  | 3  | 3  | 3  | 3  | 3  | 3  | 3  | 3  | 3  |

Fonte:  Serie C girone A – Classifica, su lega-pro.com.
Legenda:

Luogo: C = Casa; T = Trasferta. Risultato: V = Vittoria; N = Pareggio; P = Sconfitta.

### Annotazioni
1. ↑  Balestrero, Corrado, Di Molfetta, Guerra, Hergheligiu e Luppi
2. ↑  41 presenze per Balestrero, Corrado, Di Molfetta, Guerra, Hergheligiu, se si contano i play off
3. ↑  43 se si contano i play off
4. 1 2  14 reti se si contano i play off
5. ↑  Vittoria a tavolino - Il calciatore Andrea Boffelli, tesserato per la società Pro Patria non ha scontato nella competizione di Coppa Italia serie A 2020-2021 il turno di squalifica comminatogli. La partita, sul campo, era terminata con la vittoria per 1-0 in favore della Pro Patria con un gol di Stanzani al 10'
6. ↑  Giocata dopo la 28ª giornata
7. ↑  Giocata dopo la 20ª giornata

### Fonti
1. ↑   Stadio | Feralpisalò - Sito Ufficiale, su feralpisalo.it. URL consultato il 20 luglio 2021 (archiviato dall'url originale il 19 maggio 2021).
2. ↑  Stefano Vecchi, comunicato ufficiale | Feralpisalò - Sito Ufficiale
3. ↑   FeralpiSalò subito fuori dalla Coppa Italia: vince la Pro Patria, su giornaledibrescia.it, 21 agosto 2021. URL consultato il 22 agosto 2021.
4. 1 2   Coppa Italia: accolto il ricorso, su feralpisalo.it, 27 agosto 2021. URL consultato il 27 agosto 2021.
5. ↑   La FeralpiSalò perde e dice addio alla Coppa Italia, su giornaledibrescia.it, 15 settembre 2021. URL consultato il 15 settembre 2021.
6. ↑   Calcio, Serie C: Renate batte FeralpiSalò, pari tra Lecco e Pro Sesto, su gazzettadellevalli.it, 18 dicembre 2021. URL consultato il 19 dicembre 2021.
7. ↑   La FeralpiSalò batte il Piacenza e blinda il terzo posto, su giornaledibrescia.it, 16 aprile 2022. URL consultato il 16 aprile 2022.
8. ↑   Vittoria nella penultima di campionato: il FeralpiSalò blinda il terzo posto in serie C, su bresciatoday.it, 19 aprile 2022. URL consultato il 26 aprile 2022.
9. 1 2   Feralpisalò, notte magica: 2-1 al Pescara. Il sogno play-off prosegue, su bresciaoggi.it, 12 maggio 2022. URL consultato il 13 maggio 2022.
10. ↑   Playoff Serie C, FeralpiSalò in semifinale: vince per 2-1 sul campo della Reggiana, su sport.sky.it, 20 maggio 2022. URL consultato il 21 maggio 2022.
11. ↑   Playoff: Palermo show, 3-0 alla Feralpisalò. Pari senza gol tra Catanzaro e Padova, su gazzetta.it, 25 maggio 2022. URL consultato il 26 maggio 2022.
12. ↑   Calcio: 1-0 a Feralpisalò, Palermo in finale playoff di C, su ansa.it, 29 maggio 2022. URL consultato il 30 maggio 2022.
13. ↑  La prima volta... "Non si scorda mai!" - facebook.com/passionemaglie, 14 ago 2023
14. ↑   Sponsor | Feralpisalò - Sito Ufficiale, su feralpisalo.it. URL consultato il 20 luglio 2021 (archiviato dall'url originale il 29 giugno 2021).
15. 1 2 3  Ceduto durante la sessione invernale di calciomercato
16. 1 2 3 4 5  Acquistato durante la sessione invernale di calciomercato
17. ↑  Ceduto a novembre 2021
18. ↑   Bergonzi, Brogni e Gelmi, comunicato ufficiale, su feralpisalo.it, 16 luglio 2021. URL consultato il 19 luglio 2021.
19. 1 2   Luppi-Porro, comunicato ufficiale, su feralpisalo.it, 27 agosto 2021. URL consultato il 27 agosto 2021.
20. ↑   Suagher, comunicato ufficiale, su feralpisalo.it, 15 luglio 2021. URL consultato il 19 luglio 2021.
21. ↑   Corrado, comunicato ufficiale, su feralpisalo.it, 22 luglio 2021. URL consultato il 23 luglio 2021.
22. ↑   Marchesan, comunicato ufficiale, su feralpisalo.it, 27 luglio 2021. URL consultato il 27 luglio 2021.
23. ↑   Salines, comunicato ufficiale, su feralpisalo.it, 4 agosto 2021. URL consultato il 4 agosto 2021.
24. 1 2   Tulli-Pisano, comunicato ufficiale, su feralpisalo.it, 31 agosto 2021. URL consultato il 31 agosto 2021.
25. ↑   Scarsella-Corradi, comunicato ufficiale, su feralpisalo.it, 3 luglio 2021. URL consultato il 19 luglio 2021.
26. 1 2   Calciomercato Serie C, Feralpisalò: ecco Di Molfetta e Balestrero, su corrieredellosport.it, 29 giugno 2021. URL consultato il 19 luglio 2021.
27. 1 2 3 4 5 6   La Feralpisalò pesca il jolly: arriva il dottor Damonte, su bresciaoggi.it, 12 luglio 2021. URL consultato il 19 luglio 2021.
28. ↑   Feralpisalò ha acquistato dal Modena Alberto Spagnoli, su gazzettadellevalli.it, 3 luglio 2021. URL consultato il 19 luglio 2021.
29. ↑   Victor De Lucia è giallazzurro, su frosinonecalcio.com, 2 luglio 2021. URL consultato il 19 luglio 2021.
30. ↑   Ancona Matelica ha il suo "muro": Iotti c’è, su ilrestodelcarlino.it, 7 luglio 2021. URL consultato il 19 luglio 2021.
31. ↑   Rovelli e Pinardi, due giovani innesti al Desenzano, su desenzanocalvina.it, 15 luglio 2021. URL consultato il 19 luglio 2021 (archiviato dall'url originale il 19 luglio 2021).
32. ↑   Tesserato Fabio Scarsella, su modenacalcio.com, 3 luglio 2021. URL consultato il 19 luglio 2021.
33. ↑   Petrucci, comunicato ufficiale, su feralpisalo.it, 9 agosto 2021. URL consultato il 10 agosto 2021.
34. ↑   De Cenco, comunicato ufficiale, su feralpisalo.it, 24 agosto 2021. URL consultato il 24 agosto 2021.
35. ↑   Ufficiale, Mattia Tirelli passa alla Real Calepina, su bergamoesport.it, 6 novembre 2021. URL consultato il 19 gennaio 2022.
36. ↑   Victor De Lucia, comunicato ufficiale, su feralpisalo.it, 3 gennaio 2022. URL consultato il 3 gennaio 2022.
37. ↑   Girgi, comunicato ufficiale, su feralpisalo.it, 14 gennaio 2022. URL consultato il 14 gennaio 2022.
38. ↑   Farabegoli, comunicato ufficiale, su feralpisalo.it, 27 gennaio 2022. URL consultato il 27 gennaio 2022.
39. ↑   Castorani, comunicato ufficiale, su feralpisalo.it, 19 gennaio 2022. URL consultato il 19 gennaio 2022.
40. ↑   Siligardi, comunicato ufficiale, su feralpisalo.it, 29 gennaio 2022. URL consultato il 29 gennaio 2022.
41. ↑   Gelmi, comunicato ufficiale, su feralpisalo.it, 31 gennaio 2022. URL consultato il 31 gennaio 2022.
42. ↑   Brogni, comunicato ufficiale, su feralpisalo.it, 13 gennaio 2022. URL consultato il 13 gennaio 2022.
43. ↑   Suagher, comunicato ufficiale, su feralpisalo.it, 27 gennaio 2022. URL consultato il 27 gennaio 2022.
44. ↑  Partita disputata a Busto Arsizio a causa dell'indisponibilità dello Stadio Ferruccio di Seregno.
45. ↑  Giocata a Busto Arsizio a causa dell'indisponibilità dello Stadio Ferruccio di Seregno -  Seregno Calcio, niente Ferruccio per l'esordio in casa: la Lega Pro sceglie lo Speroni di Busto Arsizio, su mbnews.it, 4 settembre 2021. URL consultato il 6 settembre 2021.
46. ↑  Partita giocata a Gorgonzola.
47. ↑  Giocata a Gorgonzola in attesa della fine dei lavori di costruzione del nuovo impianto sportivo dell'AlbinoLeffe -  AlbinoLeffe, in attesa dello stadio a Zanica si gioca a Gorgonzola, su bergamonews.it, 28 maggio 2019. URL consultato il 29 settembre 2021.
48. ↑  Partita rinviata al 1º febbraio 2022 a causa della pandemia da Covid-19.
49. ↑  Partita rinviata al 23 febbraio a causa della Pandemia da Covid-19.
50. ↑   Pescara - Feralpisalò 3-3: partita, tabellino e voti, su ilpescara.it, 8 maggio 2022. URL consultato il 9 maggio 2022.